# Fignerolles
Fignerolles est un lieu-dit de Suisse.
Le village est situé à l'extrémité nord de la commune de Cuarny, dans le canton de Vaud.